# Creuse (Somme)
Creuse település Franciaországban, Somme megyében. Lakosainak száma 193 fő (2022. január 1.). Creuse Bacouel-sur-Selle, Clairy-Saulchoix, Namps-Maisnil, Revelles és Vers-sur-Selle községekkel határos.

## Népesség
A település népességének változása:
| Lakosok száma | 190  | 190  | 192  | 190  | 191  | 193  | 193  | 193  | 193  |
|               | 2013 | 2015 | 2016 | 2017 | 2018 | 2019 | 2020 | 2021 | 2022 |